# Criterio de la derivada de mayor orden
En matemáticas, el criterio de la derivada de mayor orden es usado para encontrar máximos, mínimos, y puntos de inflexión en la curva de un polinomio de grado n.

## El criterio
Sea {\displaystyle f(x)} una función derivable en el intervalo {\displaystyle I=(a,c)} y sea {\displaystyle b:\;a<b<c} en el intervalo, tal que
1. {\displaystyle f'(b)=f''(b)=f'''(b)=\cdots =f^{(n-1)}(b)=0};
2. {\displaystyle f^{(n)}(b)} existe y no es cero.

Entonces,
1: si n es par
1.1: {\displaystyle f^{(n)}(b)<0\implies x=b} es un punto máximo local.
1.2: {\displaystyle f^{(n)}(b)>0\implies x=b} es un punto mínimo local.
2: si n es impar 
2.1: {\displaystyle f^{(n)}(b)<0\implies x=b} es un punto de inflexión decreciente.
2.2: {\displaystyle f^{(n)}(b)>0\implies x=b} es un punto de inflexión creciente.
Recordando que los puntos de inflexión son crecientes y decrecientes dependiendo del cambio de la concavidad antes y después del punto de inflexión.
|                                           |                                         |
| caso: 1.1: punto máximo local             | caso: 1.2: punto mínimo local           |
|                                           |                                         |
| caso: 2.1: punto de inflexión decreciente | caso: 2.2: punto de inflexión creciente |